# Lijst van spelers van Scunthorpe United FC
Deze lijst omvat voetballers die bij de Engelse voetbalclub Scunthorpe United FC spelen of gespeeld hebben. De spelers zijn alfabetisch gerangschikt.

## A
- Graham Alexander
- Oluwatomiwo Ameobi
- Stevland Angus
- Keith Armstrong
- Mark Atkins

## B
- Mat Bailey
- Stuart Balmer
- Nicholas Banger
- Ian Baraclough
- Andy Barcham
- Terry Barwick
- Jason Batty
- Peter Beagrie
- Jermaine Beckford
- Trevor Berry
- Adam Boyes
- Carl Bradshaw
- Tom Brighton
- Julian Broddle
- Scott Brough
- Keith Burkinshaw
- Andy Butler
- Cliff Byrne

## C
- Ramon Calliste
- Calvo-Garcia
- Niall Canavan
- Adam Capp
- Martin Carruthers
- Timothy Clarke
- Ray Clemence
- Rory Coleman
- Michael Collins
- Wayne Corden
- David Cork
- Jack Cork
- Paris Cowan-Hall
- Neil Cox
- Andrew Crosby

## D
- David D'Auria
- Chris Dagnall
- Paul Dalglish
- Andy Dawson
- Ken De Mange
- Robert Dewhurst
- Craig Dudley
- Mark Duffy
- Shane Duffy

## E
- Ismael Ehui
- Thomas Evans
- John Eyre

## F
- David Farrell
- Lee Featherstone
- Ronald Ferguson
- Andrea Ferretti
- Ashley Fickling
- Jamie Forrester
- Jonathan Forte
- Stephen Foster
- Robbie Foy
- George Friend

## G
- Joe Garner
- John Gayle
- Matt Gilks
- Matt Godden
- Brian Godfrey
- Jim Goodwin
- Ben Gordon
- Bobby Grant
- Kim Grant
- Wayne Graves
- Paul Groves
- Steve Guinan

## H
- Ian Hamilton
- Paul Harsley
- John Hawley
- Paul Hayes
- Dave Hill
- Richard Hinds
- Jack Hobbs
- Lee Hodges
- Darren Holloway
- Gary Hooper
- Christopher Hope
- Kevin Horlock
- Geoff Horsfield
- James Horsfield
- Evan Horwood
- Steven Housham
- Andy Hughes
- Ritchie Humphreys
- Kevan Hurst

## I
- Abdisalam Ibrahim
- Guy Ipoua
- Izzy Iriekpen

## J
- Mark Jackson
- Michael Jeffrey
- Kevin Jobling
- Tommy Johnson
- Gary Jones
- Robert Jones
- Ryan Jones

## K
- Kevin Keegan
- Richard Kell
- Andy Keogh
- Ian Kilford
- Dick Krzywicki

## L
- Henri Lansbury
- Bjarnólfur Lárusson
- Brian Laws
- Ian Lawther
- Michael Lea
- Clayton Lewis
- Josh Lillis
- Richard Logan
- Shaleum Logan
- David Lucas

## M
- Neil MacKenzie
- Steven MacLean
- Clint Marcelle
- Lee Marshall
- Shelton Martis
- Ben May
- Sean McAuley
- Daniel McBreen
- Grant McCann
- Trent McClenahan
- Jamie McCombe
- Donal McDermott
- Kevin McDonald
- Pat McGibbon
- Jimmy McNulty
- Lee Miller
- Joseph Mills
- Kenny Milne
- Simon Miotto
- David Mirfin
- Brendan Moloney
- Richard Money
- Ian Morris
- Peter Morrison
- David Mulligan
- Liam Munroe
- Joe Murphy
- Matthew Murphy
- Paul Musselwhite

## N
- Bondz N'Gala
- Dany N'Guessan
- Michael Nelson
- Max Nicholson
- Eddie Nolan
- Oliver Norwood
- Ramón Núñez

## O
- Michael O'Connor
- Kayode Odejayi
- Funso Ojo
- Ian Ormondroyd

## P
- Ashley Palmer
- Andy Parton
- Martin Paterson
- Shane Paul
- Krystian Pearce
- Nigel Pepper
- Jake Picton
- Kevin Pressman

## Q
- Brian Quailey
- James Quinn

## R
- Michael Rankine
- Michael Raynes
- Paul Reid
- Lee Ridley
- Jordan Robertson
- Michael Rose
- Sam Russell
- Jimmy Ryan

## S
- Freddie Sears
- Mamadou Seck
- Mark Sertori
- Craig Shakespeare
- Billy Sharp
- Kevin Sharp
- Gareth Sheldon
- Geoff Sidebottom
- Regan Slater
- David Sloan
- Sam Slocombe
- Jeff Smith
- Matt Sparrow
- Jordan Spence
- Darryn Stamp
- Nathan Stanton
- Dave Stewart

## T
- Drew Talbot
- Cleveland Taylor
- Jordan Thewlis
- Stuart Thom
- George Thomas
- Gary Thompson
- Peter Till
- Michael Timlin
- Sam Togwell
- Steve Torpey
- Liam Trotter
- Jake Turner

## U
- Iké Ugbo

## V
- Anthony Vaughan
- Kevin van Veen

## W
- Justin Walker
- Michael Walsh
- Jon Walters
- Tony Warner
- Neil Warnock
- Curtis Weston
- Joe Wilcox
- Russell Wilcox
- Jonathan Williams
- Marcus Williams
- Danny Wilson
- Peter Winn
- Aron Wint
- Martyn Woolford
- Andrew Wright
- Josh Wright
- Stephen Wright

## Y
- Kelly Youga
- Stuart Young